# Pompília
A Pompília latin eredetű női név, vagy a Pompilius nemzetségnévből, vagy a Pompilus férfinévből származik. Mindkét név valószínűleg a Pompeius névvel függ össze, és a jelentésük feltételezhetően ötödik.

## Gyakorisága
Az 1990-es években szórványos név, a 2000-es években nem szerepel a 100 leggyakoribb női név között.

## Névnapok
- július 15.[2]